# 川口憲史
川口 憲史（かわぐち けんし、1976年6月28日 - ）は、福岡県八女市出身の元プロ野球選手（外野手、内野手）。右投左打。2006年から2010年の引退までの登録名は憲史（けんし）。現在は野球解説者、指導者、タレント、製パン店オーナーで、2025年から広島・三次 Black Pearls (女子硬式)の監督を務める。

## 来歴

### プロ入り前
八女市立上妻小学校4年の時に野球を始め、八女南中学校時代は硬式野球チームの「筑後ドジャース」で活躍した。中学までポジションは捕手。中学3年時に右打者から左打者に転身。また同年に九州硬式少年野球連盟（フレッシュリーグ）大会で優勝する。
柳川高校普通科に進学し、1年時に2打席連続本塁打を放って内野のレギュラーをつかむ。1年・2年時は二塁手・三塁手としてプレーしたが、3年時には中堅手としてプレーした。3年夏の県大会は4回戦敗退となったが、通算打率.430、48本塁打を記録し、走攻守三拍子揃った高校球界を代表する長距離打者として知られた。また同校野球部の1年先輩である大畑裕勝が読売ジャイアンツ（巨人）からドラフト3位指名を受けて入団して以来、プロ野球選手になることを目標としていた。
1994年のドラフト会議前に九州三菱自動車の内定を得ていたが、同会議で近鉄バファローズに4位指名され、内野手として入団。ドラフト指名を受けた時点では身長176 cm、体重76 kgだった。

### 近鉄時代
1997年に外野手へ転向。当時の監督佐々木恭介からの評価を貰うも右ひじ故障でオフに手術を施し、後にリハビリテーション生活を送った。
1999年に大村直之の不振や鈴木貴久・村上嵩幸らの衰えもあり、外野の準レギュラーとして一軍に定着。また、8月20日の千葉ロッテマリーンズ戦（千葉マリンスタジアム）で小林雅英からプロ初本塁打を記録した 。
2000年は前年に続く大村の不振や、礒部公一の捕手再転向の影響もあって出場機会が大幅に増加。しかし、後半はルーキーの鷹野史寿がスタメン出場することが多くなり、レギュラー獲得には至らなかった。
2001年は外野がシーズン通して右翼・礒部、中堅・大村、左翼・タフィ・ローズで固定されたため、主に7番・指名打者として出場。わずかながら規定打席に及ばなかったが、打率.316、21本塁打、72打点の自己最高成績を残し、リーグ優勝に貢献した。9月26日の対オリックス・ブルーウェーブ戦では、9回裏無死一塁で迎えた打席で一塁線を破る二塁打を放ち、北川博敏の打った「史上初・代打逆転サヨナラ満塁優勝決定ホームラン」のお膳立てをした（なお、この試合では自身も7回裏にソロ本塁打を放っている）。しかし、この年をピークに年々成績が低下する。
2002年に日本ハムファイターズからナイジェル・ウィルソンが加入し出場機会の減少が危惧されたが、ウィルソンが不振で5月に二軍落ちしたため、最終的には前年に続いて安定した成績を残した。また、前年に礒部の外野専任が決定したことや、元々外野守備がそれほど上手ではなかったこともあり、この頃から一塁手の守備練習をすることが増えた。
2003年は開幕スタメンを勝ち取り、4月は好調を維持していたが、5月に肉離れで戦線を離脱したことが影響し、平凡な成績で終わった。また、不動の4番だった中村紀洋が半月板を痛めたため、中村がスタメンを外れたときは、ローズが4番に座り、川口が3番に座ることがあった。
2004年にローズが退団したため、首脳陣からの期待は膨らんだが、極度の打撃不振に陥り、成績が低迷。シーズン終了後、選手分配ドラフトで東北楽天ゴールデンイーグルスに移籍。

### 楽天時代
2005年の開幕戦、3番・一塁でスタメン出場。楽天球団史上初となる打点を挙げる。4月は打率.280だったが、5月は打率.148の絶不調で6月半ばに登録抹消。一軍復帰した8月31日の対北海道日本ハムファイターズ戦で奮起、2安打3打点の活躍をみせ楽天移籍後初のヒーローインタビューを受ける。その後閉幕まで打率好調を維持した。しかし、出場数67試合、0本塁打だった。シーズン後フェニックスリーグに参加した。
2006年に登録名を「憲史」に変更。85試合の出場で打率.233、2本塁打、15打点を記録した。
2007年は開幕を一軍で迎えたが、二軍落ちも味わった。5月4日の対ロッテ戦（千葉マリンスタジアム）で、6回表に清水直行からプロ入り初となる満塁本塁打を放つ。二軍では59打数30安打で打率.508を記録したが、一軍では安定した打撃内容を残せず、左翼手、右翼手での出場が多い中、リック・ショート、牧田明久、礒部公一などの活躍によりレギュラーを勝ち取るまでには至らなかった。76試合の出場で打率.238、6本塁打、25打点を記録した。
2008年6月7日、横浜ベイスターズとの交流戦で代打決勝3ランなどで逆転勝ち。チームは貯金を球団史上最多の5に伸ばし、交流戦単独首位に躍り出た。創設メンバーの一人として、チームの着実な成長を見届けてきた監督の野村克也が「一瞬、見失ったわ」と驚くほどの鋭い打球で、右翼席上段まで飛んでいった。しかし目立った活躍はできず、本塁打もこの1本のみに終わった。
2009年は開幕メンバーに名を連ねたが序盤は結果を出せず二軍落ちする。その後の一軍復帰からは代打でそこそこ結果を出し、中盤からはその勝負強さを買われて代打の切り札もしくはフェルナンド・セギノールと中村紀洋の不振によって一塁手でのスタメン起用が増えた。その後は一軍に残り続け打率は規定不足ながら.306を記録。特に得点圏打率は.419と勝負強さを見せた。
2010年は開幕時から不振に苦しみ、6月29日の対オリックス・バファローズ戦を最後に出場できず。28試合の出場で36打数6安打と低迷し、10月1日付で球団から戦力外通告を受けた。現役続行を希望し、11月10日に西武ドームで行われた12球団合同トライアウトに参加したが、獲得球団は現れず、現役を引退した。

### 引退後
2011年からは野球解説者となり、主に楽天主催・球団制作試合の中継で解説を担当している（2011年はスカイ・A sports+、2012年はJ SPORTS）。2016年8月16日放送のTOKYO MXのソフトバンク対埼玉西武戦に副音声のゲスト解説者として出演。
また、2012年4月には妻とともに福岡市内にパン屋「hands hands」をオープンした。2015年春からは閉店後の時間を使い、九州六大学リーグの西南学院大学硬式野球部の選抜チーム打撃コーチも務めたほか、2022年まで社会人野球・九州三菱自動車硬式野球部（現・KMGホールディングス硬式野球部）のコーチも務めた。その後はホークスジュニアアカデミーのコーチに転身している。
2024年11月には、広島県三次市を拠点とする女子硬式野球チーム「三次 Black Pearls」の監督に就任する。2025年春の設立までの準備期間として指導日を設けている。

## 人物
野球を始めたきっかけはダイエットのため。小学生のころ、相撲部屋からスカウトがくるほどに太っていた。父親からも運動するように勧められ、相撲、柔道、剣道のどれかに入るよう言われたが、どれも格闘技系でなので躊躇。当時好きだった漫画『タッチ』の影響で、野球をすることにした。太っているから動くのも苦手で、ポジションは捕手だった。

## 詳細情報

### 年度別打撃成績
| 年 度      | 球 団      | 試 合 | 打 席 | 打 数 | 得 点 | 安 打 | 二 塁 打 | 三 塁 打 | 本 塁 打 | 塁 打 | 打 点 | 盗 塁 | 盗 塁 死 | 犠 打 | 犠 飛 | 四 球 | 敬 遠 | 死 球 | 三 振 | 併 殺 打 | 打 率 | 出 塁 率 | 長 打 率 | O P S |
| ---------- | ---------- | ----- | ----- | ----- | ----- | ----- | -------- | -------- | -------- | ----- | ----- | ----- | -------- | ----- | ----- | ----- | ----- | ----- | ----- | -------- | ----- | -------- | -------- | ----- |
| 1996       | 近鉄       | 9     | 8     | 8     | 1     | 2     | 1        | 0        | 0        | 3     | 0     | 0     | 0        | 0     | 0     | 0     | 0     | 0     | 3     | 0        | .250  | .250     | .375     | .625  |
| 1997       | 近鉄       | 1     | 1     | 1     | 0     | 0     | 0        | 0        | 0        | 0     | 1     | 0     | 0        | 0     | 0     | 0     | 0     | 0     | 0     | 0        | .000  | .000     | .000     | .000  |
| 1999       | 近鉄       | 52    | 123   | 115   | 12    | 27    | 3        | 0        | 6        | 48    | 12    | 1     | 0        | 1     | 1     | 5     | 0     | 1     | 16    | 1        | .235  | .270     | .417     | .688  |
| 2000       | 近鉄       | 96    | 295   | 263   | 24    | 66    | 13       | 1        | 5        | 96    | 28    | 3     | 3        | 2     | 0     | 29    | 1     | 1     | 43    | 5        | .251  | .328     | .365     | .693  |
| 2001       | 近鉄       | 124   | 421   | 358   | 45    | 113   | 21       | 3        | 21       | 203   | 72    | 0     | 1        | 1     | 2     | 55    | 4     | 5     | 61    | 7        | .316  | .412     | .567     | .979  |
| 2002       | 近鉄       | 119   | 398   | 351   | 46    | 101   | 18       | 0        | 13       | 158   | 46    | 1     | 2        | 0     | 2     | 40    | 2     | 5     | 70    | 10       | .288  | .367     | .450     | .817  |
| 2003       | 近鉄       | 93    | 289   | 252   | 41    | 71    | 20       | 2        | 9        | 122   | 37    | 1     | 2        | 2     | 2     | 31    | 2     | 2     | 53    | 5        | .282  | .362     | .484     | .846  |
| 2004       | 近鉄       | 86    | 221   | 189   | 21    | 38    | 10       | 0        | 3        | 57    | 28    | 1     | 0        | 0     | 5     | 27    | 1     | 0     | 35    | 5        | .201  | .294     | .302     | .596  |
| 2005       | 楽天       | 67    | 197   | 175   | 18    | 46    | 14       | 1        | 0        | 62    | 18    | 0     | 1        | 0     | 1     | 16    | 0     | 5     | 36    | 3        | .263  | .340     | .354     | .694  |
| 2006       | 楽天       | 85    | 203   | 180   | 14    | 42    | 13       | 0        | 2        | 61    | 15    | 2     | 2        | 0     | 1     | 17    | 2     | 5     | 38    | 7        | .233  | .315     | .339     | .654  |
| 2007       | 楽天       | 76    | 211   | 189   | 18    | 45    | 9        | 3        | 6        | 78    | 25    | 0     | 2        | 0     | 2     | 14    | 0     | 6     | 35    | 4        | .238  | .308     | .413     | .721  |
| 2008       | 楽天       | 63    | 108   | 94    | 7     | 19    | 2        | 1        | 1        | 26    | 9     | 0     | 0        | 0     | 0     | 12    | 0     | 2     | 18    | 3        | .202  | .306     | .277     | .582  |
| 2009       | 楽天       | 77    | 139   | 121   | 7     | 37    | 8        | 0        | 3        | 54    | 21    | 0     | 0        | 0     | 2     | 15    | 0     | 1     | 18    | 4        | .306  | .381     | .446     | .828  |
| 2010       | 楽天       | 28    | 39    | 36    | 3     | 6     | 0        | 0        | 0        | 6     | 2     | 0     | 0        | 0     | 0     | 2     | 0     | 1     | 8     | 1        | .167  | .231     | .167     | .397  |
| 通算：14年 | 通算：14年 | 976   | 2653  | 2332  | 257   | 613   | 132      | 11       | 69       | 974   | 314   | 9     | 13       | 6     | 18    | 263   | 12    | 34    | 434   | 55       | .263  | .344     | .418     | .762  |

### 年度別守備成績
| 年 度 | 球 団 | 一塁  | 一塁  | 一塁  | 一塁  | 一塁  | 一塁     | 外野  | 外野  | 外野  | 外野  | 外野  | 外野     |
| 年 度 | 球 団 | 試 合 | 刺 殺 | 補 殺 | 失 策 | 併 殺 | 守 備 率 | 試 合 | 刺 殺 | 補 殺 | 失 策 | 併 殺 | 守 備 率 |
| ----- | ----- | ----- | ----- | ----- | ----- | ----- | -------- | ----- | ----- | ----- | ----- | ----- | -------- |
| 1996  | 近鉄  | -     | -     | -     | -     | -     | -        | 1     | 1     | 0     | 0     | 0     | 1.000    |
| 1997  | 近鉄  | -     | -     | -     | -     | -     | -        | 1     | 0     | 0     | 0     | 0     | ----     |
| 1999  | 近鉄  | -     | -     | -     | -     | -     | -        | 39    | 46    | 2     | 0     | 0     | 1.000    |
| 2000  | 近鉄  | -     | -     | -     | -     | -     | -        | 60    | 95    | 2     | 1     | 0     | .990     |
| 2001  | 近鉄  | -     | -     | -     | -     | -     | -        | 7     | 1     | 0     | 0     | 0     | 1.000    |
| 2002  | 近鉄  | 8     | 37    | 1     | 0     | 1     | 1.000    | 17    | 16    | 2     | 0     | 0     | 1.000    |
| 2003  | 近鉄  | 2     | 17    | 0     | 0     | 2     | 1.000    | 2     | 5     | 0     | 0     | 0     | 1.000    |
| 2004  | 近鉄  | -     | -     | -     | -     | -     | -        | 6     | 7     | 0     | 1     | 0     | .875     |
| 2005  | 楽天  | 13    | 106   | 7     | 2     | 9     | .983     | 39    | 51    | 2     | 0     | 0     | 1.000    |
| 2006  | 楽天  | 27    | 141   | 8     | 2     | 13    | .987     | 32    | 51    | 3     | 0     | 1     | 1.000    |
| 2007  | 楽天  | 11    | 12    | 0     | 0     | 1     | 1.000    | 55    | 68    | 2     | 2     | 1     | .972     |
| 2008  | 楽天  | 1     | 1     | 0     | 0     | 0     | 1.000    | 23    | 20    | 0     | 0     | 0     | 1.000    |
| 2009  | 楽天  | 27    | 133   | 9     | 1     | 12    | .993     | 12    | 7     | 0     | 0     | 0     | 1.000    |
| 2010  | 楽天  | 4     | 32    | 0     | 0     | 0     | 1.000    | -     | -     | -     | -     | -     | -        |
| 通算  | 通算  | 93    | 479   | 25    | 5     | 38    | .990     | 294   | 368   | 13    | 4     | 2     | .990     |

### 記録
- 初出場：1996年9月10日、対福岡ダイエーホークス21回戦（福岡ドーム）、4回表に武藤孝司の代打で出場
- 初安打：1996年9月18日、対千葉ロッテマリーンズ20回戦（藤井寺球場）、8回裏に小宮山悟から
- 初打点：1997年7月1日、対千葉ロッテマリーンズ15回戦（大阪ドーム）、9回裏に井上祐二から
- 初先発出場：1999年7月17日、対日本ハムファイターズ18回戦（東京ドーム）、6番・左翼手で先発出場
- 初本塁打：1999年8月20日、対千葉ロッテマリーンズ18回戦（千葉マリンスタジアム）、5回表に小林雅英から
- 初盗塁：1999年10月3日、対オリックス・ブルーウェーブ27回戦（グリーンスタジアム神戸）、9回表に二盗（投手：川越英隆、捕手：日高剛）
- 楽天球団公式戦初打点：2005年3月26日、対千葉ロッテマリーンズ1回戦（千葉マリンスタジアム）、3回表に清水直行から右中間へ先制適時二塁打

### 背番号
- 61 （1995年 - 2010年）

### 登録名
- 川口 憲史 （かわぐち けんし、1995年 - 2005年）
- 憲史 （けんし、2006年 - 2010年）

## 関連情報

### CM
- 万代書店（2011年）